# Kraj (Dicmo)
Kraj falu Horvátországban Split-Dalmácia megyében. Dicmo község központi települése.

## Fekvése
Splittől légvonalban 18, közúton 24 km-re északkeletre, Sinjtől 11 km-re délnyugatra a dalmát Zagora területén, a Zágrábot Splittel összekötő 1-es számú főút mentén fekszik. Településrészei: Brda, Grubuša Velika, Kraj Osoje, Kraj Sušci és Križice.

## Története
A Dicmoi mező területe 1524-től került török uralom alá, ahol valamivel később a Boszniai vilajet Klisszai szandzsákjába sorolták be. A moreiai háború után az 1699-es karlócai béke a területet a Velencei Köztársaságnak adta, mely néhány évvel korábban már elfoglalta azt. A háború után egy csekély népesség kivételével az egész terület pusztasággá vált. A 18. század elején a hercegovinai duvnoi mező vidékéről új lakosságot telepítettek be. Ebben az időszakban alapították a dicmoi plébániát, melyet a ferences atyák vezettek. A velencei uralomnak 1797-ben vége szakadt és osztrák csapatok vonultak be a Dalmáciába. 1806-ban az osztrákokat legyőző franciák uralma alá került, de Napóleon lipcsei veresége után 1813-ban újra az osztrákoké lett. Az osztrák uralom idején itt nyílt meg a község első iskolája és megépült a Split és Sinj közötti vasútvonal is. 1918-ban az új szerb-horvát-szlovén állam, majd később Jugoszlávia része lett. A második világháború idején a Független Horvát Állam része lett, de lakói a partizánok oldalán harcoltak. 1991 óta a független Horvátországhoz tartozik. 2011-ben a településnek 514 lakosa volt.

## Lakosság
| Lakosság változása | Lakosság változása | Lakosság változása | Lakosság változása | Lakosság változása | Lakosság változása | Lakosság változása | Lakosság változása | Lakosság változása | Lakosság változása | Lakosság változása | Lakosság változása | Lakosság változása | Lakosság változása | Lakosság változása | Lakosság változása |
| ------------------ | ------------------ | ------------------ | ------------------ | ------------------ | ------------------ | ------------------ | ------------------ | ------------------ | ------------------ | ------------------ | ------------------ | ------------------ | ------------------ | ------------------ | ------------------ |
| 1857               | 1869               | 1880               | 1890               | 1900               | 1910               | 1921               | 1931               | 1948               | 1953               | 1961               | 1971               | 1981               | 1991               | 2001               | 2011               |
| 156                | 408                | 367                | 444                | 489                | 244                | 480                | 598                | 234                | 242                | 290                | 323                | 363                | 426                | 442                | 514                |

## Nevezetességei
- Szent Jakab apostol tiszteletére szentelt plébániatemploma 1934-ben épült. Az épület Krajtól délre a főút mellett áll, 35 méter hosszú és 17 méter széles. A főoltár a félköríves apszisban áll rajta Szent Jakab és Szent Anna szobrával. Az hajót oszlopok és a diadalív választja el a szentélytől. Itt találhatók Jézus Szíve és Szent Anna szobrokkal díszített oltárai. A templomot 1969-ben, 1984-ben, valamint 1993 és 1999 között megújították. Ez utóbbi munkák során a főoltár elé új, szembemiséző oltárt állítottak és a főbejárat fölé új kórust is építettek melyre új, Heferer műhelyében készített orgonát helyeztek el. 1994-ben harangtornyát több mint négy méterrel magasították meg.
- A régi Szent Jakab plébániatemplom a temetőben állt. Építési ideje ismeretlen, de Cupilli érsek 1709-es látogatása idején már megvolt. A templomnak három oltára volt, a két mellékoltár Szent György és Szent Lőrinc tiszteletére volt szentelve. A főoltár mögött volt a sekrestye. Az épületet kőcserepek fedték. 1715-ben felgyújtotta a török, de azt követően helyreállították és egészen 1934-ig ez volt a község plébániatemploma.
- A Szent József temetőkápolna részben a régi plébániatemplom helyén faragott kövekből épült. Hosszúsága 12 méter, szélessége 6 méter, homlokzata felett pengefalú harangtorony emelkedik.

## Oktatás
A község egyetlen alapiskolája Krajon található az Ante Starčević alapiskola. Az iskola mellett óvoda is működik.